# 好間川
好間川（よしまがわ）は、福島県いわき市のを流れる二級河川であり、二級水系夏井川水系の一次支流である。

## 概要
いわき市西部の三和地区から好間地区を経て平地区に至る河川であり、三和地区西部の三和町上市萱に位置する塩見山東麓の国道49号付近水源とする。複数の支流を集めながら三和地区を国道49号に沿い南東へ流下し、好間町榊小屋にて盆地を形成したのちに東側の丘陵部をV字谷で穿つ景勝である好間川渓谷として貫き、好間市街地の平野部を東流し平市街地北側との境界を成しながら夏井川に合流する。下流側33.161 kmが二級河川として福島県により、上流側1.4 kmが普通河川としていわき市により管理されている。

### 流域の自治体
福島県いわき市

## 支流
- 辻道沢
- 舞台川
- 北川
- 堀ノ内川
- 片岸沢
- 根小屋川
- 遅川
- 大沢川
- 渡戸川
- 仁井宿川
- 深矢沢
- 宿中川
- 入藪川
- 細戸川
- 成沢川
- 大利前川
- 舟沢
  - 中丸沢
- 槐作沢川
  - 馬喰沢
    - 井田木沢
      - 行人沢
      - 地獄川
      - 日向沢
- 山ノ坊沢
- 松坂川
- 金子沢

## 災害
- 2023年9月8日から9日未明にかけ、令和5年台風第13号による大雨で氾濫が発生した。

## 主な橋梁
下流より記載
- 愛宕橋 - 一般市道010861号紅葉町五ノ神線
- 平川橋 - 国道399号
- 今新田橋 - 一般市道090216号追切七軒町線
- 好間川橋梁 - JR磐越東線
- 樋口橋 - 一級市道150034号鬼越花輪線
- 沼田橋 - 一般市道090186号沼田1号線（人道橋）
- 沢小谷橋 - 一般市道090180号中川原外川原線
- 独古内橋 - 一級市道150035号上川原樋口線
- 松坂吊橋 - 一般市道090169号中道1号線（人道橋）
- 町田橋 - 一般市道050388号御台境町北好間線
- 新町田橋 - 国道49号平バイパス
- 町田側道橋 - 一般市道090059号南町田権現堂線
- 好間川橋梁 - 好間炭鉱専用鉄道好間線廃線跡
- 岩穴吊橋 - 一般090072号丸田屋敷前線（人道橋）
- 好間川橋 - 常磐自動車道
- 大畑歩道橋 - 一般市道090050号北好間寺入線（人道橋）
- 中平橋 - 福島県道66号小名浜小野線
- 篠登城橋 - 一般市道090015号大利篠登城線
- 上好間川橋 - 磐越自動車道
- 細戸橋 - 一般市道100194号合戸入薮線
- 錦橋 - 一般市道100193号成沢入薮線
- 合戸橋 - 磐越自動車道
- 駅中橋 - 一級市道150074号合戸上根本線
- 駅橋 -  いわき三和インターチェンジランプ路
- 舘下橋 - 林道細戸線
- 仁井宿橋 - 二級市道160056号合戸入遠野線
- 下高野沢橋 - 林道高野線
- 渡戸橋 - 磐越自動車道
- 高野橋 - 二級市道160006号渡戸上永井線
- 宿頭橋 - 一般市道100174号宿頭大堀線
- 堰下橋 - 一般市道100265号樋ノ上前久保田線
- 楢木橋 - 一般市道100167号楢木3号線
- 樋ノ口橋 - 私道
- 小金橋 - 一般市道100163号峠平宿線
- 高田橋 - 二級市道160006号渡戸上永井線
- 中川橋 - 二級市道160004号下市萱遅川線
- 根古屋橋 - 国道49号
- 片岸橋 - 一般市道100137号竹ノ内片岸線
- 竹ノ内第2橋 - 一般市道100135号竹ノ内1号線
- 落合橋 - 一般市道100270号堀ノ内根小屋線
- 曲久保橋 - 一級市道150004号上三坂下市萱線
- 北橋 - 一級市道150005号下三坂下市萱線
- 楚部穴橋 - 一級市道150004号上三坂下市萱線
- 榎下橋 - 一般市道100119号上市萱榎木線
- 諏訪橋 - 一級市道150004号上三坂下市萱線
- 辻道橋 - 一級市道150004号上三坂下市萱線
- 三和大橋 - 国道49号
- 雨降山橋 - 林道雨降山線

## 沿線
- 東北電力大利第一・第二発電所
- 好間川渓谷